# John Negele
John William Negele (* 18. April 1944 in Cleveland, Ohio) ist ein amerikanischer theoretischer Kernphysiker.
Negele studierte Elektrotechnik an der Purdue University mit dem Bachelor-Abschluss 1965 und promovierte 1969 bei Hans Bethe an der Cornell University in theoretischer Physik (The Structure of Finite Nuclei in the Local Density Approximation). Als Post-Doktorand war er am Niels-Bohr-Institut der Universität Kopenhagen. Ab 1970 war er am Massachusetts Institute of Technology, zunächst als Visiting Assistant Professor, ab 1979 als Professor (ab 1991 „W.A.Coolidge Professor“). Er war 1989 bis 1998 Direktor des Center for Theoretical Physics am MIT und ist Direktor des Kernphysik Instituts am MIT (Laboratory of Nuclear Science, LNS).
Negele befasste sich mit Vielteilchentheorie in der Kernphysik (unter anderem Local Density Approximation, zeitabhängige Hartree-Fock-Verfahren TDHF, Pfadintegrale), aber auch zum Beispiel bei Spinsystemen. Von ihm stammt die erste Dichtefunktionaltheorie endlicher Kerne ausgehend von realistischen (experimentell begründeten) Nukleon-Nukleon-Wechselwirkungen. Damit berechnete er mit Kollegen Bindungsenergien von Kernen, Einteilchenanregungsenergien, Ladungsverteilungen und Eigenschaften von Kernmaterie in Neutronensternen. Seit den 1980er Jahren befasste er sich mit Gitter-QCD. Dabei war er auch an der Konzeption von speziellen Computer Clustern für die Rechnungen beteiligt.
Er war Sloan Research Fellow sowie Guggenheim Fellow und erhielt den Humboldt-Forschungspreis. Er ist Fellow der American Physical Society (APS) und der American Association for the Advancement of Science. 2014 erhielt er den Herman Feshbach Prize in Theoretical Nuclear Physics “for lifetime contributions to nuclear many-body theory including identifying mechanisms for saturation and relating the Skyrme interaction to fundamental nuclear forces; and for initiating and leading efforts to understand the nucleon using lattice QCD” (Laudatio, deutsch: „für seine Lebensleistung auf dem Gebiet des nuklearen Vielteilchenproblesm einschließlich der Identifizierung von Mechanismen für die Sättigung der Kernkraft und der Verbindung der Skyrme-Wechselwirkung zu fundamentalen Kernkräften und für Initiierung und Leitung von Bemühungen das Nukleon mit Hilfe der Gitter-QCD zu verstehen“)
Er war der erste Vorsitzende des APS Komitees Computational Physics.

## Schriften
- Quantum many-particle systems. Westview Press, Addison-Wesley 1988, ISBN 0-429-96647-4 (mit Henri Orland).
- Understanding Hadron Structure Using Lattice QCD. In: Nuclear Physics A. Band 699, Nr. 1–2, 25. Februar 2002, S. 18–25, doi:10.1016/S0375-9474(01)01465-8, arxiv:hep-lat/0107010.
- Instantons, the QCD Vacuum, and Hadronic Physics. In: Nuclear Physics B – Proceedings Supplements. Band 73, Nr. 1–3, 1999, S. 92–104, doi:10.1016/S0920-5632(99)85010-5, arxiv:hep-lat/9810053.
- Understanding Hadron Structure Using Lattice QCD. Enrico Fermi School, Varenna 13. April 1998, arxiv:hep-lat/9804017.
- Nuclear Theory White Paper 1995. Hrsg.: Argonne National Laboratory. 1995, arxiv:nucl-th/9502035 (mit Vijay Pandharipande, George Bertsch, Berndt Mueller, James Friar).